# Solar Impulse
Impulso Solar (em inglês:  Solar Impulse) é projeto de avião solar de longo alcance atualmente estudado na Escola Politécnica Federal de Lausana (EPFL), na Suíça. O projeto é promovido por Bertrand Piccard, e visa uma volta ao mundo utilizando-se somente energia solar.
A aeronave deverá ter somente um lugar, ser capaz de navegar autonomamente, de modo a manter o navegante a bordo durante dias. Se a eficiência das baterias tornar possível reduzir o peso, poderá ser criado um modelo de dois lugares, para tornar a façanha de volta ao mundo menos difícil. Em 2016, o Solar Impulse 2, completou a primeira circum-navegação da Terra feita por uma aeronave de asa fixa movida somente através de energia solar.

## Solar Impulse 1(HB-SIA)

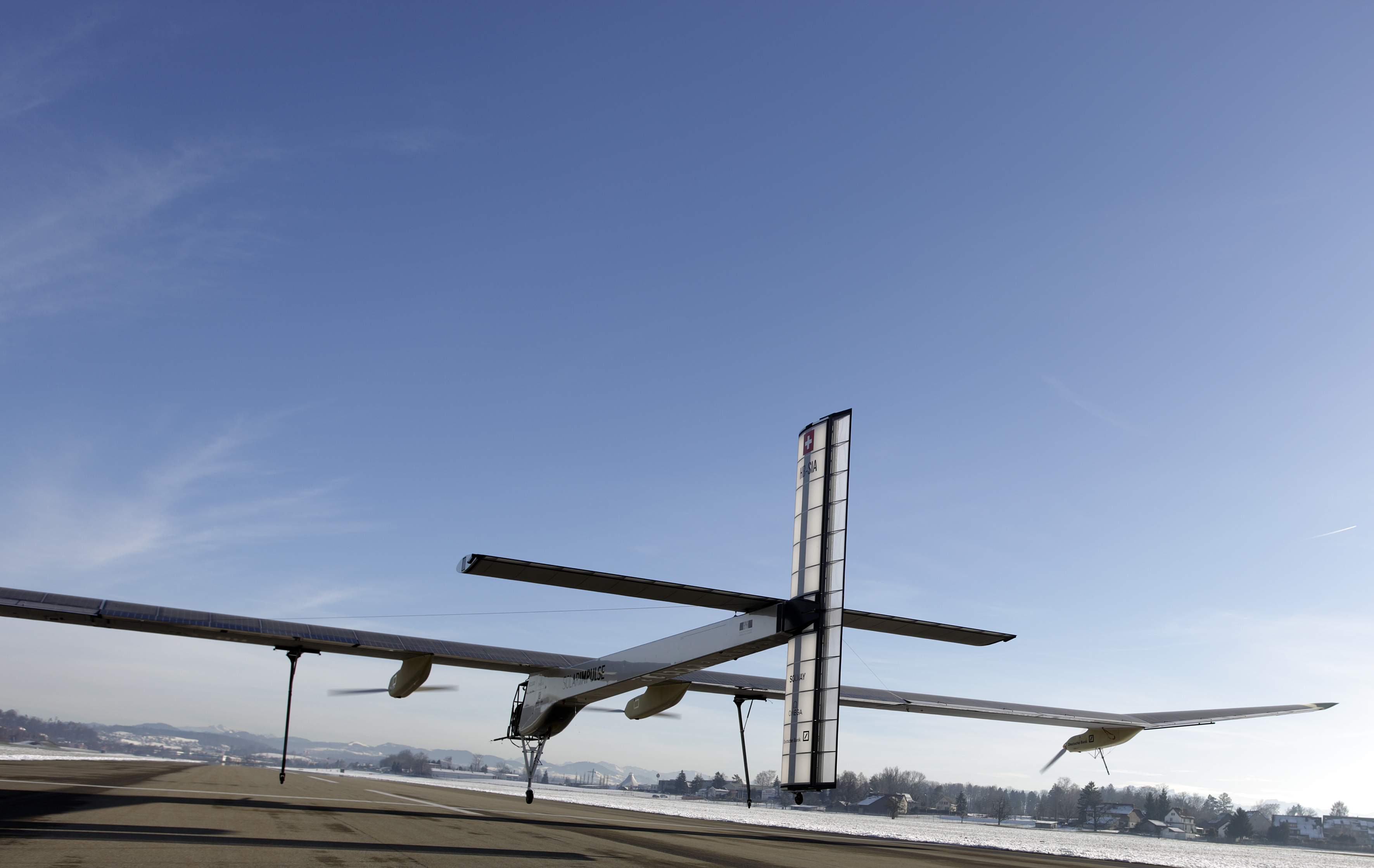
Solar Impulse 1 (HB-SIA).

### Proposta de cronograma
- 2003: Estudo de viabilidade na EPFL.
- 2004-2005: Desenvolvimento do conceito.
- 2006: Simulação de voos de longos cursos.
- 2006-2007: protótipo.
- 2008-2009: voos de teste do protótipo
- 2009-2010: construção do avião final
- 2011: vários dias de missões, atravessando o Oceano Atlântico e tentando dar a volta ao globo em cinco estágios

A decolagem foi em maio de 2011, para um voo ao redor do mundo realizando-se um rota próxima à linha equador, mas essencialmente no hemisfério norte. Cinco paradas foram planeadas, para trocar os pilotos. Cada perna teve a duração de três a quatro dias, limitadas pela fisiologia humana dos pilotos.

### Aerodinâmica
A envergadura do Solar Impulse é de 80 metros, ligeiramente maior do que a envergadura de um Airbus A380, a fim de minimizar o a quantidade de energia necessária para mantê-lo no ar, e oferecerá uma superfície máxima para as células solares. Essa característica, que proporciona um autossustentação de 8 kg/m², cria uma sensibilidade maior a turbulências. A estrutura ultraleve foi construída com fibra de carbono.

### Estrutura
Enquanto tradicionalmente se tem uma densidade de área na ordem dos 10 kg/m², no projeto Solar Impulse deverá ser obtido algo na ordem de 0.5 kg/m². Estes materiais podem também ter funcionalidade integrada, sensores interpretados de maneira automática, controle ativo, etc.
Uma camada de células solares ultrafinas foi integrada à asa. Estas células são projetadas de modo a serem flexíveis o suficiente para resistir a deformações e vibrações.

### Energia
Células fotovoltaicas gerarão eletricidade durante o dia, que servirá tanto para propulsionar o avião, como para recarregar baterias que possibilitarão o voo noturno. A energia acumulada durante o dia será armazenada em baterias de lítio localizadas dentro das asas; a densidade de cada uma delas deverá ser algo próximo de 200 Wh/kg, e elas deverão suportar que a temperatura varie entre +80 C e –60 C.

### Propulsão
A média da força fornecida aos motores será da ordem de 12 hp, comparável à média do projeto en:Wright Flyer.

### Cockpit
O cockpit proporcionará pressurização, oxigênio e várias características ambientais que permitirão ao piloto uma altitude de cruzeiro de 12 000 metros.

### Parceiros
O projeto é parcialmente financiado por companhias privadas tais como Schindler Group, Solvay, Omega, Deutsche Bank e Altran. A EPFL, a Agência Espacial Europeia (ESA) e o Dassault fornecem conhecimentos técnicos especializados.

## Especificações
|                               | Solar Impulse 1 (HB-SIA)                                               | Solar Impulse 2 (HB-SIB)                                                |
| ----------------------------- | ---------------------------------------------------------------------- | ----------------------------------------------------------------------- |
| Tripulação                    | 1                                                                      | 1                                                                       |
| Comprimento                   | 21,85 m (71,7 ft)                                                      | 22,4 m (73,5 ft)                                                        |
| Envergadura                   | 63,4 m (208 ft)                                                        | 71,9 m (236 ft)                                                         |
| Altura                        | 6,40 m (21,0 ft)                                                       | 3,37 m (11,1 ft)                                                        |
| Área alar                     | 200 m² (2 150 ft²)                                                     | 269,5 m² (2 900 ft²)                                                    |
| Nº de células fotovoltaicas   | 11 628 com pico de 45 kW (60,3 hp)                                     | 17 248 com pico de 66 kW (88,5 hp)                                      |
| Peso carregado                | 1 600 kg (3 530 lb)                                                    | 2 300 kg (5 070 lb)                                                     |
| Peso máx. de decolagem (MTOW) | 2 000 kg (4 410 lb)                                                    | N/D                                                                     |
| Motorização                   | 4 x motores elétricos; 4 x baterias de íon-lítio com consumo de 21 kWh | 4 x motores elétricos ; 4 x baterias de íon-lítio com consumo de 41 kWh |
| Velocidade máx.               | N/D                                                                    | 140 km/h (87,0 mph) 140 km/h (75,6 kn)                                  |
| Velocidade de cruzeiro        | 70 km/h (43,5 mph) 70 km/h (37,8 kn)                                   | 90 km/h (55,9 mph) 90 km/h (48,6 kn)                                    |
| Autonomia                     | 36 horas (projetado)                                                   | N/D                                                                     |
| Teto de serviço               | 8 500 m (27 900 ft) com uma altitude máxima de 12 000 m (39 400 ft)    | 8 500 m (27 900 ft) com uma altitude máxima de 12 000 m (39 400 ft)     |
| Fontes                        | Solar Impulse Project (2009), Diaz e Solar Impulse Project             | Solar Impulse Project (2009), Diaz e Solar Impulse Project              |

## Solar Impulse 2(HB-SIB)

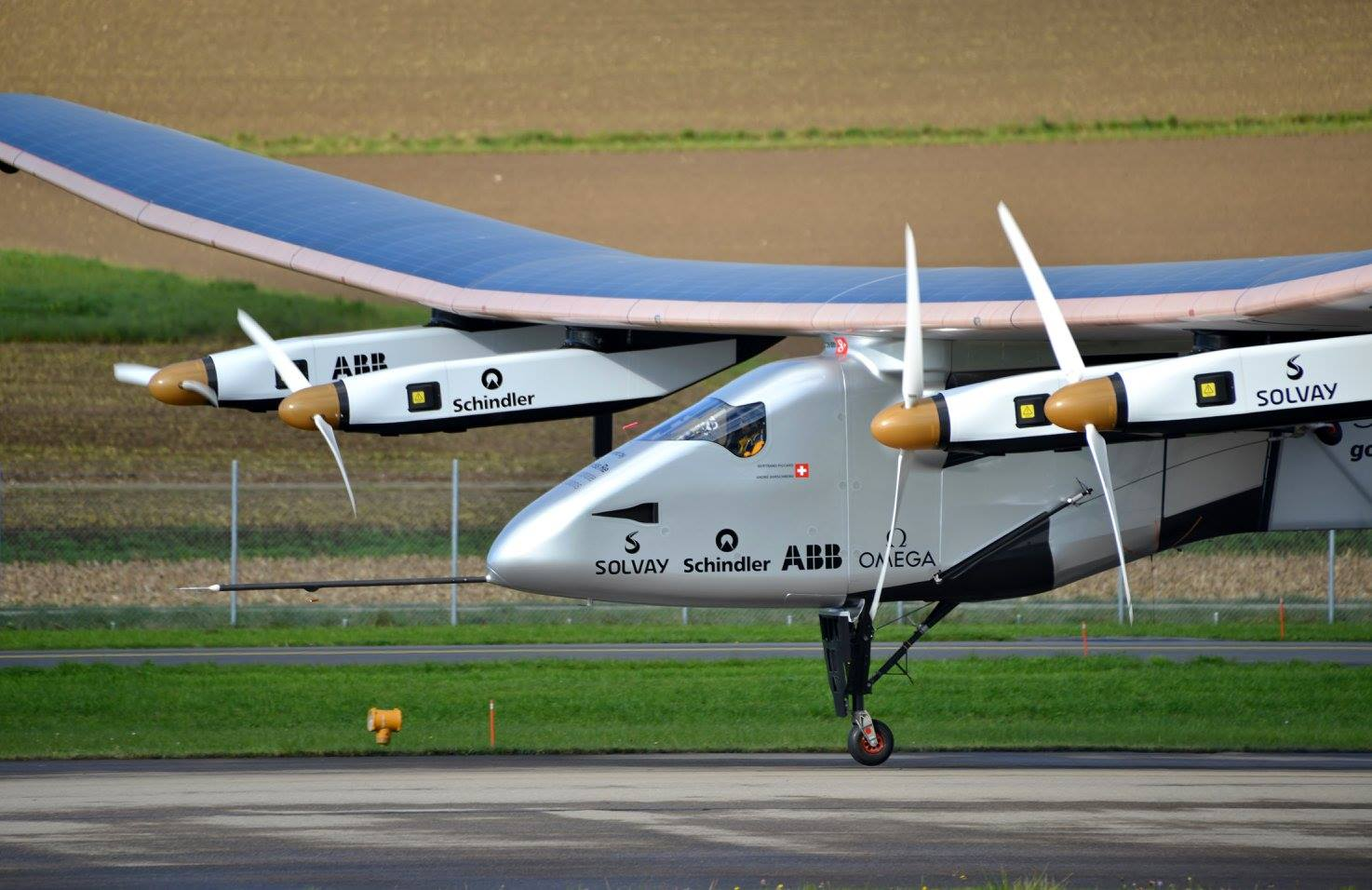
Solar Impulse 2 (HB-SIB).

### Construção
A construção da segunda aeronave, conhecida como Solar Impulse 2, com o registro suíço HB-SIB, começou em 2011. A conclusão estava inicialmente prevista para 2013, com uma circum-navegação de 25 dias do globo terrestre prevista para 2014. No entanto, uma falha estrutural da longarina principal da aeronave ocorreu durante os ensaios estáticos em julho de 2012, levando a atrasos no cronograma de testes de voo para permitir reparos. O primeiro voo do Solar Impulse 2 ocorreu na base aérea de Payerne, Suíça, em 2 de junho de 2014.

### Circum-navegação da Terra (2015-16)
O trabalho de reparo da aeronave atrasou a circum-navegação da Terra do Solar Impulse 2 de 2012 para 2015. A aeronave foi entregue à Masdar, em Abu Dhabi para a Cúpula Mundial de Energia do Futuro, no final de janeiro de 2015, e começou a viagem em 9 de março de 2015. Ele foi programado para retornar ao mesmo local em agosto de 2015. Um centro de controle da missão para a circum-navegação foi criado em Mônaco, utilizando links de satélite para receber a telemetria em tempo real do voo e permanecer em constante contato com a aeronave e a equipe de apoio.

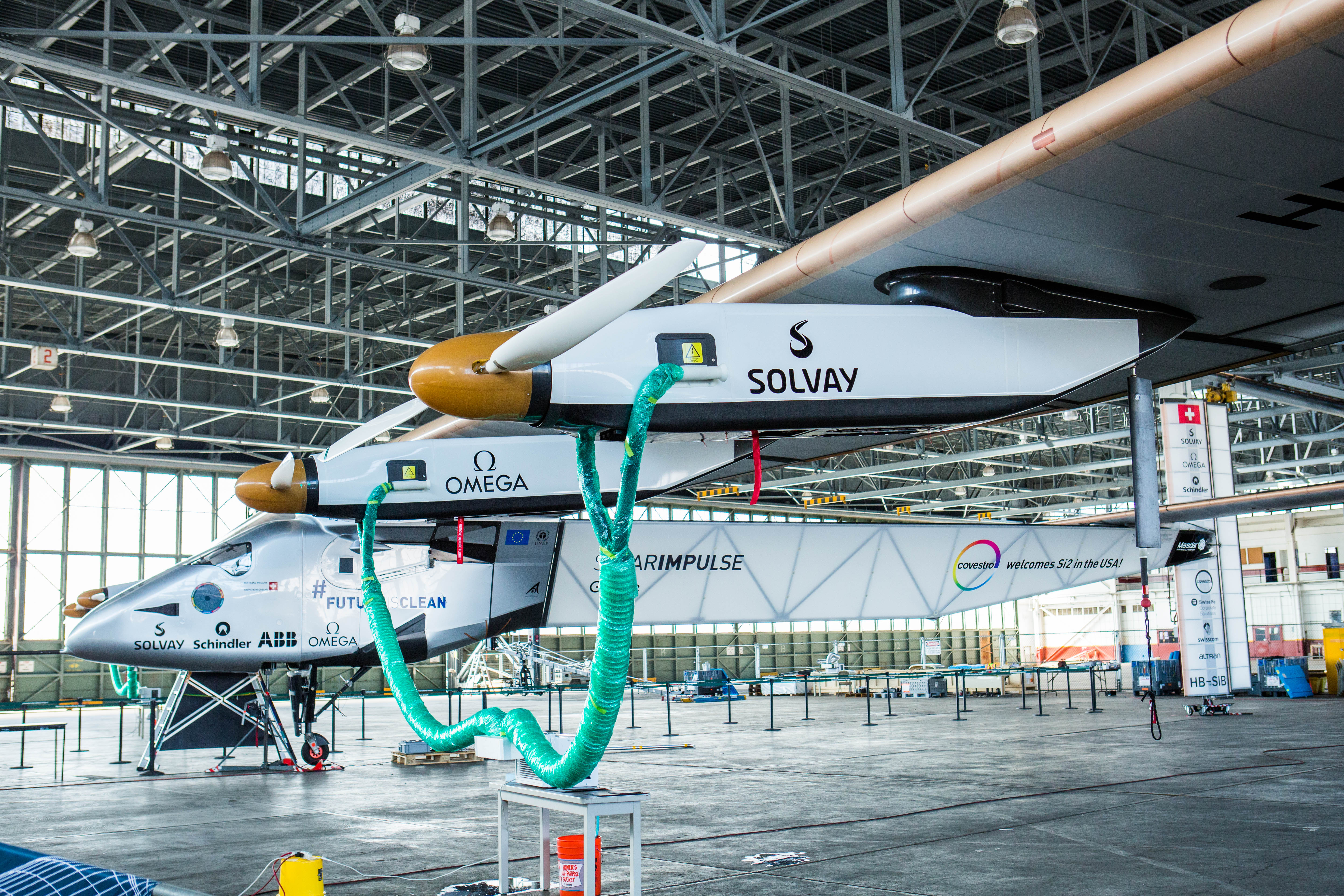
Solar Impulse 2 em seu hangar no Havaí em 2016

A rota seguida pelo Solar Impulse 2 passou inteiramente pelo Hemisfério Norte. Doze paradas foram originalmente planejadas ao longo da rota, sendo que os pilotos Borschberg e Piccard alternavam turnos entre si; em cada parada, a tripulação aguardava boas condições climáticas ao longo do próximo trecho do percurso. Na maior parte do seu tempo no ar, o Solar Impulse 2 cruzou a uma velocidade que variou entre 50 e 100 quilômetros por hora, geralmente na extremidade mais lenta do intervalo durante a noite para economizar energia. Os trechos do voo que cruzaram os oceanos Pacífico e o Atlântico foram as etapas mais longas da circum-navegação, tendo até cinco dias e noites. Em voos de vários dias, os pilotos cochilavam de 20 minutos e utilizaram yoga ou outra exercícios para promover o fluxo de sangue e manter o estado de alerta.
Piccard pilotou a aeronave através do Oceano Atlântico, chegando em Sevilha, Espanha, em 23 de junho. A aeronave parou próxima de Cairo, Egito, em 13 de julho, e, finalmente, desembarcou em Abu Dhabi, no Emirados Árabes Unidos, em 26 de julho, completando o viagem ao redor do mundo, em um total de 17 etapas; foi a primeira circum-navegação da Terra por uma aeronave de asa fixa movida somente através de energia solar.